# Aurel Loghin
Aurel Loghin (n. 3 septembrie 1926, Fălticeni) este un istoric și membru corespondent al Academiei de Științe Sociale și Politice, începând cu anul 1970. 

## Biografie și familie
Părinții săi, Ion și Verginica, erau originari din Boteștii Horodnicenilor. Tatăl său, Ion, a fost jandarm, desfășurându-și activitatea în orașul Fălticeni înainte de Primul Război Mondial și după aceea. Mama acestuia, Verginica, se trăgea din neamul Todiceștilor, neam care a dat personalități de frunte armatei, bisericii, învățământului, muzicii, arhitecturii și altor domenii.  

## Studii
În ceea ce privește studiile secundare și pe cele universitare, Aurel Loghin a urmat dreptul la Iași. În anul 1958 a obținut titlul de doctor în istorie al Universității „M. V. Lomonosov”-Moscova. Între anii 1959 și 1969 a fost conferențiar, mai apoi, începând cu anul 1969, a fost profesor la Facultatea de Istorie-Filozofie din Iași. Între anii 1972 și 1976 a fost prorector al Universității „Al. I. Cuza” Iași. 

## Viața și activitatea
Aurel Loghin a avut contribuții cu privire la dezvoltarea socială, dezvoltarea economică și, viața politică din orașul Iași, cu precădere în perioada interbelică și în anii revoluției populare. Începând cu anii precedenți celui de-al Doilea Război Mondial și continuând cu anii desfășurării lui, Aurel Loghin s-a apropiat ideologic de comunism: „în Universitatea din Iași se vorbea că Aurel Loghin fusese ilegalist chiar pe când era utecist, dar nu urcase pe trepte mai înalte fiindcă tatăl său fusese un simplu jandarm la Fălticeni”.

## Publicații
- Iașul contemporan, scurt istoric (1918-1969), Iași, 1969, 215 p. (în colaborare);
- Universitatea „Al. I. Cuza”, Iași, București, 1971, 148 p. (în colaborare);
- Despre însemnătatea Congresului al II-lea al P.C.R. în procesul creșterii și călirii partidului (1922, Ploiești), în AI, III, p. 135-148;
- Aspecte ale avântului mișcării revoluționare a maselor muncitoare din Moldova în anii 1917-1918, în ASUC, VIII (1962), p. 1-18;
- Sprijinul acordat de România refugiaților polonezi în anii celui de al doilea război mondial, în AI, XIV (1968), 4, p. 39-51 (în colaborare);
- Contribuția organizațiilor muncitorești ieșene la crearea partidului unic al clasei muncitoare, în CI, I (1970), P. 265-274;
- Din tradițiile democratice și revoluționare ale studențimii ieșene, ibidem, III (1972), p. 269-279;
- Mărturii privind situația României în timpul primului război mondial consemnată în corespondență unor diplomați străini, în ASUC, XVIII (1972), 2, p. 281-292;
- Rezistența populară din Moldova în lupta împotriva cotropitorilor fasciști, în „România și tradițiile luptei armate a întregului popor”, București, 1972, p. 157-164;
- România în contextul evenimentelor europene din perioada 1944-1947, în ASUC, XIX (1973), 1, P. 55-68 (în colaborare);
- Din lupta universitarilor români pentru desăvârșirea statului național unitar, în „Sub semnul lui Clio. Omagiu acad. Prof. Ștefan Pascu”, Cluj, 1974, p. 418-428[2].